# Liste des autoroutes de la Bosnie-Herzégovine
 (janvier 2011).
Si vous disposez d'ouvrages ou d'articles de référence ou si vous connaissez des sites web de qualité traitant du thème abordé ici, merci de compléter l'article en donnant les références utiles à sa vérifiabilité et en les liant à la section « Notes et références ».

Carte de l’autoroute A1 en Bosnie-Herzégovine

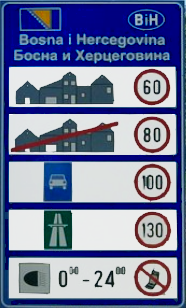
Limites de vitesse en Bosnie-Herzégovinie

Les autoroutes de Bosnie-Herzégovine sont en plein développement. L’autoroute A1 est actuellement en construction. Il y a 4 autoroutes prévues par le gouvernement bosniaque et 4 voies rapides.

## Autoroutes
- A1 (E73) : Svilaj (Croatie) - Zenica - Lašva (M5) - Kakanj - Visoko - Sarajevo (M18/M19) - Tarčin - Konjic - Jablanica - Mostar - Metković (Croatie)
- A2 : Tuzla (M18) - Srebrenik - Brčko - Orašje - Serbie
- A3 : Tuzla - Lukavac - Zavidovići -Maglaj
- A4 : Čaplina - Stolac - Trebinje - Monténégro

## Voies rapides
- B1 : Karlovac (Croatie) - Bihać - Donji Vakuf - Jajce - Travnik - Zenica (A1)
- B2 : Donji Vakuf - Bugojno - Kupres - Livno - Croatie (vers Split)
- B3 : Mostar (A1) - Posušje - Croatie (vers Split/Ploče)
- B4 (E761) : Sarajevo (A1) - Goražde - Serbie